# Мачадо, Алисия
Йо́сеф Али́сия Мача́до Фаха́рдо (исп. Yoseph Alicia Machado Fajardo; 6 декабря 1976, Маракай, Венесуэла) — венесуэльская актриса, фотомодель, певица, журналистка и телеведущая.

## Биография
Йосеф Алисия Мачадо Фахардо родилась 6 декабря 1976 года в Маракаее (Венесуэла) в семье кубинца Херардо Мачадо и его жены—испанки.
Алисия начала свою карьеру в качестве фотомодели в 1995 году с победы на конкурсе «Мисс Венесуэла». В конце 1990-х годов Мачадо начала сниматься в кино. Она также является певицей, журналисткой и телеведущей.
Алисия предположительно состояла в отношениях с Хосе Херардо Альварес Васкесом (исп. José Gerardo Álvarez-Vázquez, являвшимся одним из лидеров мексиканского наркокартеля Синалоа. Васкес был арестован в апреле 2010 года. У бывшей пары есть дочь — Динора Валентина (род. 25 июня 2008).